# معبر لويس
معبر لويس أو ممر لويس (ش 907 م) هو ممر جبلي يقع في الجزيرة الجنوبية لنيوزيلندا.
ويمر الجزء الشمالي من الممرات الرئيسية الثلاثة عبر جبال الألب الجنوبية، وهو أعلى من ممر هاست، وأقل بقليل من ممر آرثر. يعبر طريق الولاية السريع 7 الممر على الطريق بين شمال كانتربري والساحل الغربي؛ يمر عبر غابة من الزان غير معدلة واسعة النطاق.